# Liste de jeux Stern Electronics
La liste de jeux Stern Electronics répertorie les flippers et les jeux d'arcade fabriqués et édités par l'entreprise Stern Electronics.

## Jeux vidéo

### Production
- Armored Car (1981)
- Berzerk (1980)
- Cliff Hanger (1983)
- Anteater (1982 Tago Electronics, Stern Electronics)
- Frenzy (1982)
- Goal To Go (1983)
- Gold Medal With Bruce Jenner (1984)
- Great Guns (1983)
- Lost Tomb (1983)
- Mazer Blazer (1983)
- Minefield (1983)
- Moon War (1981)
- Rescue (1982)
- Speed Coin (1984)
- Strategy X (1981)
- Super Strike (1990)
- Tazz Mania (1982)
- The End (1980)
- Turtles (1981)

### Édition de jeux Konami
- Astro Invader (1980)
- Super Cobra (1980)
- Amidar (1981)
- Dark Planet (1982)
- Pooyan (1982)
- Tutankham (1982)

### Édition de jeux Valadon Automation
- Super Bagman (1984, développé par Valadon Automation)
- Bagman (1982, développé par Valadon Automation, sous licence Stern, qui revend la licence à Taito)

## Jeu d'arcade
- Black Beauty (1984)
- Genesis (1978)
- Great Guns (1983)

## Flippers

### Électromécaniques
- Stampede (février 1977)
- Disco (juin 1977)
- Rawhide (avril 1977)
- Pinball (août 1977)

### Électroniques
- Pinball (août 1977)
- Stingray (décembre 1977)
- Stars (mars 1978)
- Memory Lane (juin 1978)
- Lectronamo (août 1978)
- Wild Fyre (octobre 1978)
- Nugent (novembre 1978)
- Dracula (janvier 1979)
- Trident (mars 1979)
- Hot Hand (juin 1979)
- Cosmic Princess (août 1979)
- Magic (août 1979)
- Meteor (septembre 1979)
- Galaxy (janvier 1980)
- Ali (mars 1980)
- Big Game (mars 1980)
- Seawitch (mai 1980)
- Cheetah (juin 1980)
- Quicksilver (juin 1980)
- Star Gazer (août 1980)
- Flight 2000 (octobre 1980)
- Nine Ball (décembre 1980)
- Freefall (janvier 1981)
- Lightning (mars 1981)
- Split Second (août 1981)
- Catacomb (octobre 1981)
- Iron Maiden (octobre 1981)
- Viper (décembre 1981)
- Cue (1982)
- Hypnox (1982)
- Dragonfist (janvier 1982)
- Orbitor 1 (février 1982)
- Lazer Lord (octobre 1984)
- FasTrac
- Pentogram